# Etimología de Zamora

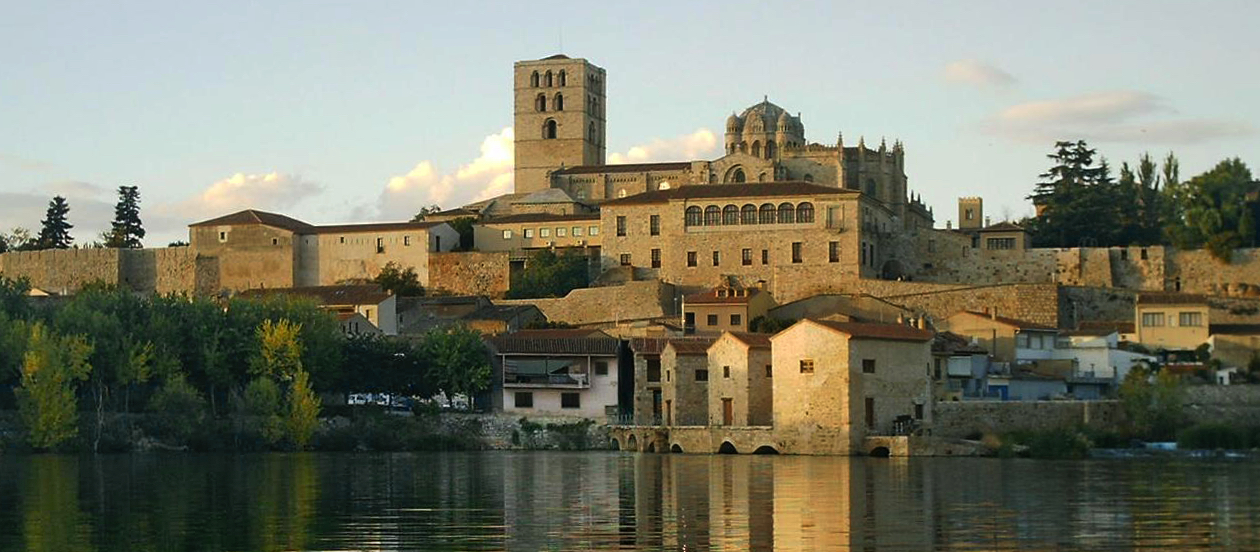
Vista de Zamora con el río Duero en primer plano y la Catedral al fondo.

Zamora es un municipio y ciudad española ubicada en el noroeste de la península ibérica, capital de la provincia homónima, en la comunidad autónoma de Castilla y León.
El toponímico Zamora tuvo y tiene notable importancia pues, además de ser la capital su provincia homónima a orillas del Duero, lo es también de algún caserío en el País Vasco, de algún cortijo en Andalucía y posiblemente tenga relación con otras localidades de la península ibérica como Zamoiros o Zamorela, sin contar con ciudades americanas del mismo nombre, si bien estas últimas no siempre son filiales de la española, pues a veces proceden del apellido Zamora que, como es sabido, tiene notable extensión.
A pesar de su relevancia, el origen del topónimo Zamora sigue actualmente planteando problemas a los filólogos, dada la parquedad de las fuentes documentales existentes y de la pluralidad de herencias culturales recibidas en su territorio, fundamentalmente de origen latino/cristiano, árabe y celta. Esta situación ha hecho que los especialistas hayan tomado posturas contrarias en la explicación de su origen, llegando incluso a especular sobre su formación, motivo por el que actualmente no exista una doctrina dominante, sino varias hipótesis argumentadas.

## Hipótesis antiguas
Respecto al topónimo Zamora, Cesáreo Fernández Duro, benemérito historiador zamorano, recogió en sus “Memorias Históricas de la Ciudad de Zamora, su Provincia y Obispado” una serie de etimologías antiguas, entre las que cabe destacar:
1. “Samar”, voz hebrea cuyo significado es guardar.
2. “Camur”, palabra griega cuya traducción sería corvo o torcido.
3. “Za Mora”, etimología popular recogida por la Estoria de España de Alfonso X el Sabio y que, posteriormente, sería recordada por Juan Antonio de Estrada cuando escribe que: “Dominada de Sarracenos, la ganó el Rey don Alonso el Católico el año 748, y destruida del todo, la pobló después en el 904 Alonso III Leonés, llamándola Zamora, según el Arzobispo Don Rodrigo, a causa de que pasando en aquella ocasión una vaca negra, a quien llamaban Mora los ganaderos, cierto criado suyo, apartándola, dijo graciosamente: Za Mora, y por esto mandó el Rey que retuviera esta voz y nombre el pueblo que reedificaron”.
4. “Samurah”, vocablo de origen árabe, cuyo significado es turquesa. Esta etimología ha tenido muchos seguidores, entre ellos Juan Francisco de Masdeu, Ambrosio de Morales, Florián de Ocampo y Juan de Mariana, incluso más recientemente se ha citado en libros como: Zamora, 1934, "Memoria de la Cámara Oficial de Comercio e Industria de la Provincia de Zamora", donde se puede leer en la página 9: "la Samurah de los árabes o ciudad de las turquesas, por la abundancia de ellas que esmaltaban nuestros campos".

Cabe finalizar este apartado comentando que las opiniones mostradas se corresponden con corrientes etimológicas actualmente abandonadas o minoritarias, habiéndose incluido algunas de ellas por su mero valor anecdótico.

## Hipótesis norteafricana
El toponímico Zamora se halla muy difundido en el norte de África, con localidades como Zemmora, Zemmorah, Zemmouri, y Zemmoura o pueblos como el de los Zemmours
La etimología de todas estas localidades se derivada de la palabra bereber “azemur”, es decir, acebuche u olivo silvestre, cuyo colectivo sería “azemmur”, acebuchal u olivar silvestre. Del mismo modo, esta etimología podría explicar el origen del topónimo de la ciudad española de Zamora, tratándose su evolución de un sencillo caso de caída del artículo.
En apoyo de esta teoría, está el hecho de la existencia del barrio de Olivares, uno de los más antiguos de la capital, situado en la parte vieja de la ciudad, en la orilla derecha del Duero, justamente frente a las ruinas del antiguo puente romano que dio paso a la Calzada de la Plata, es decir, la vía romana que unía Mérida con Astorga, y en él se encuentran enclavadas las iglesias de San Claudio de Olivares y Santiago de los Caballeros, esta última con el hecho histórico importantísimo de haber sido el escenario en el que el Cid fue armado caballero. Este hecho también es recogido en los versos del romancero.
Pero aunque en un principio se pueda imputar a la capital zamorana un nombre con origen en la invasión árabe de España del 711, pues muchos de los miembros de su ejército tenían origen bereber, se trata de una teoría refutable por ya existir el nombre de Zamora en la época visigoda anterior, y por tanto con anterioridad a la llegada del ejército musulmán invasor. Dichas menciones serían:
- Las Actas del Concilio de Lugo celebrado en 569, bajo la forma “Semure”, como una de las iglesias pertenecientes a la diócesis de Astorga, a la que efectivamente perteneció Zamora antes de haber tenido obispado propio.
- Dos monedas de Sisebuto (612-620) con la leyenda “Semure Pius”.

## Hipótesis celta
Llama especialmente la atención la analogía existente entre el toponímico Semure (Zamora) de las monedas merovingias y las ciudades francesas que hoy se llaman Semur: Semur-en-Auxois, Semur-en-Brionnais y Semur-en-Vallon, lo que apoyaría el posible origen celta de su nombre.
En apoyo de esta hipótesis se esgrime la ubicación de Zamora, situada en el cuadrante noroeste de la península ibérica, territorio tradicionalmente asociado a la ocupación celta, como demuestra la existencia en las cercanías de su ámbito provincial de una amplia muestra de topónimos celtas:
1. Bretó, pueblo cercano y ribereño del Esla, que aludiría a una colonia de bretones, y, por tanto, análogo en esto a los Bretocino,[6] Bretelo,[7] Bretoña,[8] Breton,[9] Bretun,... del resto de España, a los Briteiros y Britelo portugueses, y aun a los Breteuil y Bretigny franceses.
2. Puebla de Sanabria, cuyo primer elemento alude a la “repoblación”, pero cuyo apellido Sanabria es el nombre primitivo, es otro nombre zamorano más de indudable origen celta y que se remonta a un viejo Senabriga.
3. Brigeco,[10] que se sitúa en los alrededores de Benavente, tiene también el mismo origen y es un topónimo típico formado del elemento “briga” y el sufijo “eccum”.
4. Sayago, al suroeste de la provincia, es otro toponímico que no deja lugar a dudas, pues si para Gröhler los “salliacum” son híbridos latinos con la terminación celta “-accum”, para Holder son típicamente célticos y hay que convenir que tales topónimos se dan en un área bien significativa, pues cita en Francia hasta 21 nombres derivados de salliacum, dos en Bélgica y otro en Italia, en la provincia de Novara, llamado Sagliago, cuya analogía fonética con el Sayago de Zamora es realmente sorprendente. Entre los toponímicos franceses en paralelismo con Sayago, citemos Seilhac.

Pero si el nombre de Seimure, como antecedente de Zamora, es celta, ¿cómo ha coexistido con Ocelodurum, nombre que tradicionalmente se identifica con Zamora? Dos serían las principales explicaciones:
- O bien Ocelodurum no es Zamora, lo que situaría a la ciudad romana en otro punto del mapa próximo a la capital zamorana.
- O bien Semure es efectivamente un nombre que ha venido a substituir a Ocelodurum, sea en la época romana, cosa improbable, sea en la época visigoda. En este último caso estaríamos en el derecho de pensar que Semure era un toponímico de imitación y que dependía directamente de los Semur franceses.

Por otra parte, existen diferencias de opinión sobre los toponímicos franceses, pues aunque hay autores que defiende su origen celta, otros, sin embargo, postulan su origen en el latín, habiéndose formado de alguna de las siguientes formas:
- Formado sobre el latín “murus”, más el adjetivo galo “senos”, equivalente al latín “senex”, y por consiguiente significaría muro viejo.
- Derivado del latín “sine muro”, es decir, sin muro.

## Hipótesis popular
Partiendo del único antecedente conocido, Semure, y al margen de su posible origen celta, híbrido celto-latino o simplemente latino, existe una última hipótesis que hace derivar el toponímico Zamora de una etimología popular. Esta estaría basada en la analogía fonética entre Semure, forma de las monedas visigóticas, e izemmurem, plural de azemmur, “acebuche” en bereber, lo que provocó la acomodación del primero de los términos por las huestes invasoras musulmanas.
En defensa de esta etimología popular por acomodación, está el hecho de la probada ocupación del territorio de Zamora por las tropas musulmanas que, aunque por esta región fue rápido, el nombre de Semure adquirió en seguida un carácter familiar para ellos, pues aun cuando en principio ellos no eran bereberes, sino árabes, había, sin embargo, gran número de los primeros entre ellos, y por otra parte la identidad del nombre de Semure con las ciudades y aldeas norteafricanas, su punto de partida inmediato y con las que la España árabe mantenía un contacto y relación continuos, acentuaba aún más la semejanza y servía de sostén a la etimología popular.
Esta interpretación posibilita que el nombre de Zamora se presente hoy día bajo una forma que quedaría perfectamente resuelta por el bereber, sin que con ello sea de obligación mantener que este sea también su origen, respetándose por tanto su posible procedencia celta.
En apoyo de esta opinión, se esgrime la fuerte influencia que aún subsiste en algunas designaciones que prueban la fuerte influencia árabe, o al menos mozárabe, como por ejemplo en el nombre de las calles Balborraz, Alfamareros, Alcazaba, Carcaba, etc.

## Hipótesis vasca
Sobre la base de que Zamora no es un topónimo único, puesto que también aparece varias veces en el País Vasco (Tierra de Ayala, Amurrio, Durango, Olaberría, …) se ha creado una etimología ibero-vasca formada por la palabra compuesta “sama” o “zama” con significado de cañada o garganta y “ura” que significa agua o río, con lo que en su conjunto sería sama+ura o zama+ura que aludiría a un río que pasa por una encañada, en alusión al Duero encañonado a su paso por la ciudad de Zamora.